# Frans spelalfabet
Het Franse spelalfabet is een spelalfabet dat gebruikt wordt in het Frans.
| A Anatole  | G Gaston | N Nicolas | U Ursule  |
| B Berthe   | H Henri  | O Oscar   | V Victor  |
| C Célestin | I Irma   | P Pierre  | W William |
| D Désiré   | J Joseph | Q Quintal | X Xavier  |
| E Eugène   | K Kléber | R Raoul   | Y Yvonne  |
| É Émile    | L Louis  | S Suzanne | Z Zoë     |
| F François | M Marcel | T Thérèse |           |

: